# Peter-Maria Anselstetter
Peter-Maria Anselstetter (* 1961 in Neumarkt in der Oberpfalz) ist ein deutscher Schauspieler und Regisseur. Gemeinsam mit Gabi Dauenhauer etablierte Peter-Maria Anselstetter das Theater Courage  (ehemals "Theater Freudenhaus") in der freien Theaterszene in Essen.

## Werdegang
Zwischen 1978 und 1980 erhielt der gebürtige Oberpfälzer seine Schauspielausbildung an der Fritz-Kirchhoff Schule in Berlin. Danach wechselte er 1980 ans Schillertheater. Hier spielte er in Boy Goberts Eröffnungsvorstellung Jeder stirbt für sich allein nach Hans Fallada (Regie Peter Zadek). Es folgte die Widerspenstigen Zähmung an der  Freien Volksbühne, Regie ebenfalls Peter Zadek (Intendanz Kurt Hübner). Danach ging Peter-Maria Anselstetter ein Jahr ans Schauspiel Frankfurt und spielte unter der Regie von Heinrich Giskes. Es folgten zwei Jahre am  Stadttheater in Essen.

## Theater Courage
1985 bauten Theaterenthusiasten das ehemalige Essener Papierlager in Eigeninitiative zu einer Freien Theaterspielstätte um und nannten es fortan "Theater Freudenhaus". 1991 erfolgte an gleicher Stelle die Vereinsgründung des Theaters Courage (Ruhrgebietstheater e. V.). Dort ist Peter-Maria Anselstetter seither als erster Vorstand für die Betriebsleitung verantwortlich. Zudem wirkt er dort als Schauspieler, Regisseur und Bühnenbildner mit. Gemeinsam mit Gabi Dauenhauer, der künstlerischen Leiterin des Theaters Courage, entstanden seit 1987 insgesamt 55 Eigenproduktionen, darunter  Karl Valentin-Szenen (1987), ein Stück über Jürgen Bartsch (1988), sowie der Klassenfeind von Nigel Williams (1989) und Hoppla, jetzt komm ich – eine  Hans Albers Revue (1992). Des Weiteren wurden beispielsweise Stücke von Gerlind Reinshagen, Arthur Schnitzler, Jean-Paul Sartre, Edward Albee, Dario Fo, Bertolt Brecht, Sabine Thiesler, Jean Cocteau und eigene Stücke zur Aufführung gebracht. Hinzu kommen Musikrevuen (beispielsweise über Janis Joplin oder die 1960er Jahre), sowie Comedy, Kabarett, ein Musical, ein Krimi und erotische Lesungen.
Bereits 1994 war er als Leiter und Schauspieler am Sommertheater Salto in Hamburg tätig und 1995 ebenfalls Erster Vorstand bei der Vereinsgründung des Sassnitzer Promenadentheaters e. V. auf der Insel Rügen. 2003 war Peter-Maria Anselstetter in Opern- und Musicalproduktionen am  Aalto-Theater Essen zu sehen. Dort spielte er den Gangster Harry Clark in Kiss me Kate und in der Lustigen Witwe den Njegus unter der Regie von Dietrich Hilsdorf.

## Film- und Fernsehrollen
Schon 1981 und 1982 spielte Peter-Maria Anselstetter Hauptrollen in zwei Berliner   Low-Budget Produktionen Spaghetti im Abfluss und Oben Scheine – Unten Steine. Mit der Hans Albers Revue aus dem Jahre 1992 gastierte er mit fast 700 Auftritten in ganz Deutschland. Hierüber entstand eine  WDR-Dokumentation Der blonde Peter und im gleichen Jahr wirkte er in der  ARD-Produktion Kein schöner Land als Hans Albers Sänger mit.